# 周紱麟
周紱麟（1841年—？），字弼臣，湖南長沙人，清朝政治人物、進士出身。
光緒二年，登進士，后選後部知縣。